# Digamacris fraternus
Digamacris fraternus är en insektsart som först beskrevs av George Clifford Carl 1916.  Digamacris fraternus ingår i släktet Digamacris och familjen gräshoppor. Inga underarter finns listade i Catalogue of Life.